# Frédéric Dumas
Frédéric Dumas (* 14. Januar 1913 in Albi; † 26. Juli 1991 in Toulon) wurde zusammen mit Jacques-Yves Cousteau und Philippe Tailliez als Mitglied der Gruppe Trois Mousquemers einer der Wegbereiter des modernen Tauchsports in Europa. Diese Freundesgruppe entwickelte als begeisterte Taucher in Gemeinschaft mit dem Ingenieur Émile Gagnan den ersten Druckminderer für Tauchflaschen.

## Leben

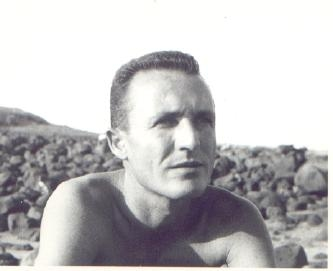
Frédéric Dumas, 1948

Mit sechs Jahren zog er mit seinen Eltern nach Sanary-sur-Mer in die Bucht von Portissol.
Mit 23 Jahren kam er zum ersten Mal 1936 mit dem Tauchsport durch den Kontakt zu einem Kanadier in Berührung, dieser benutzte eine Spezialbrille Fernez, um unter Wasser sehen zu können. Aus dieser Erfahrung entwickelte Dumas die einglasige Tauchmaske.
Bei Tauchgängen auf der Île des Embiez lernte er 1937 Philippe Tailliez kennen, der zu dieser Zeit schon den Schnorchel als Tauchhilfsmittel benutzte. Dieser stellte Dumas seinem Freund Jacques-Yves Cousteau vor, das war die Geburtsstunde des berühmten Tauchertrios, welches in der darauffolgenden Zeit die ersten Unterwasserfilme drehte. In der Vichy-Zeit entstanden so Par dix-huit mètres de fond (1942) sowie Épaves (1943), der erste Film, der mit dem Atemregler gedreht wurde.
Dumas war maßgeblich an der Rettung des Bathyscaph FNRS-2 von Jacques Piccard, bei dessen Expedition 1949 vor Dakar beteiligt. Das Tauchboot war in Seenot geraten und seine Rettung ermöglichte später der französischen Marine den FNRS-3 zu entwickeln.
Er war der erste Mensch, der mit einem Atemregler 62 m tief tauchte (17. Oktober 1943) und dabei als erster Taucher mit der Dekompressionskrankheit in Berührung kam. Um 1950 erfand er die Tarierweste.